# Fußballnationalmannschaft der Cookinseln (Frauen)
Die Fußballnationalmannschaft der Cookinseln (Frauen) repräsentiert den unabhängigen Inselstaat Cookinseln im internationalen Frauenfußball. Sie untersteht der Cook Islands Football Association.
Die Cookinseln sind Mitglied des Weltfußballverbandes FIFA sowie des Regionalverbandes OFC. Bisher ist es der Mannschaft noch nicht gelungen, sich für eine Fußball-Weltmeisterschaft der Frauen zu qualifizieren oder die Fußball-Ozeanienmeisterschaft der Frauen zu gewinnen. Mit erst fünf Siegen aus 26 Spielen im schwach besetzten OFC gehört sie zu den schwächsten Fußballnationalmannschaften der Frauen auf der Welt. Dennoch konnte schon der dritte Platz in der Ozeanischen Frauenfußballmeisterschaft 2010 bei acht Teilnehmern und 2014 bei vier Teilnehmern errungen werden. 2018 konnte die Mannschaft, die seit 2015 kein Spiel mehr bestritten hatte, dies nicht wiederholen und verlor alle Gruppenspiele, wobei auch erstmals gegen Tonga verloren wurde.

## Weltmeisterschaft
| - 1991: nicht qualifiziert - 1995: nicht qualifiziert - 1999: nicht qualifiziert - 2003: nicht qualifiziert - 2007: nicht qualifiziert | - 2011: nicht qualifiziert - 2015: nicht qualifiziert - 2019: nicht qualifiziert - 2023: nicht qualifiziert |

## Ozeanienmeisterschaft
| - 1983: keine Teilnahme - 1986: keine Teilnahme - 1989: keine Teilnahme - 1991: keine Teilnahme - 1994: keine Teilnahme - 1998: keine Teilnahme | - 2003: Fünfter - 2007: trotz Meldung keine Teilnahme - 2010: Dritter - 2014: Dritter - 2018: Vorrunde - 2022: Viertelfinale |

## Olympische Spiele
| - 1996: nicht qualifiziert - 2000: nicht qualifiziert - 2004: nicht qualifiziert - 2008: nicht qualifiziert | - 2012: nicht teilgenommen - 2016: nicht qualifiziert - 2020: nicht qualifiziert - 2024: nicht teilgenommen |

## Länderspiele
| Datum      | Ergebnis | Gegner             |   | Austragungsort     | Anlass                                                           | Bemerkungen                                                |
| ---------- | -------- | ------------------ | - | ------------------ | ---------------------------------------------------------------- | ---------------------------------------------------------- |
| 05.04.2003 | 1:5      | Papua-Neuguinea    | * | Canberra (AUS)     | Fußball-Ozeanienmeisterschaft der Frauen 2003                    | Erstes Länderspiel                                         |
| 07.04.2003 | 0:11     | Australien         | A | Canberra (AUS)     | Fußball-Ozeanienmeisterschaft der Frauen 2003                    | Erstes Auswärtsspiel, eine der beiden höchsten Niederlagen |
| 09.04.2003 | 0:9      | Neuseeland         | * | Canberra (AUS)     | Fußball-Ozeanienmeisterschaft der Frauen 2003                    |                                                            |
| 11.04.2003 | 0:1      | Samoa              | * | Canberra (AUS)     | Fußball-Ozeanienmeisterschaft der Frauen 2003                    |                                                            |
| 25.08.2007 | 1:4      | Fidschi            | * | Apia (SAM)         | Südpazifikspiele 2007                                            |                                                            |
| 28.08.2007 | 1:1      | Amerikanisch-Samoa | * | Apia (SAM)         | Südpazifikspiele 2007                                            | Erster Punktgewinn                                         |
| 30.08.2007 | 1:1      | Salomonen          | * | Apia (SAM)         | Südpazifikspiele 2007                                            |                                                            |
| 03.09.2007 | 1:4      | Papua-Neuguinea    | * | Apia (SAM)         | Südpazifikspiele 2007                                            |                                                            |
| 29.09.2010 | 1:0      | Tahiti             | * | Auckland (NZL)     | Fußball-Ozeanienmeisterschaft der Frauen 2010                    | Erster Sieg                                                |
| 01.10.2010 | 0:10     | Neuseeland         | A | Auckland (NZL)     | Fußball-Ozeanienmeisterschaft der Frauen 2010                    |                                                            |
| 03.10.2010 | 2:0      | Vanuatu            | * | Auckland (NZL)     | Fußball-Ozeanienmeisterschaft der Frauen 2010                    |                                                            |
| 06.10.2010 | 0:1      | Papua-Neuguinea    | * | Auckland (NZL)     | Fußball-Ozeanienmeisterschaft der Frauen 2010 – Halbfinale       |                                                            |
| 08.10.2010 | 2:0      | Salomonen          | * | Auckland (NZL)     | Fußball-Ozeanienmeisterschaft der Frauen 2010 – Spiel um Platz 3 |                                                            |
| 31.08.2011 | 1:1      | Guam               | * | Nouméa             | Pazifikspiele 2011                                               |                                                            |
| 02.09.2011 | 1:0      | Tonga              | * | Nouméa             | Pazifikspiele 2011                                               |                                                            |
| 05.09.2011 | 0:1      | Fidschi            | * | Nouméa             | Pazifikspiele 2011                                               |                                                            |
| 25.10.2014 | 1:4      | Papua-Neuguinea    | A | Kokopo (PNG)       | Fußball-Ozeanienmeisterschaft der Frauen 2014                    |                                                            |
| 27.10.2014 | 1:1      | Tonga              | * | Kokopo (PNG)       | Fußball-Ozeanienmeisterschaft der Frauen 2014                    |                                                            |
| 29.10.2014 | 0:11     | Neuseeland         | * | Kokopo (PNG)       | Fußball-Ozeanienmeisterschaft der Frauen 2014                    | Eine der beiden höchsten Niederlagen                       |
| 08.07.2015 | 1:1      | Fidschi            | * | Port Moresby (PNG) | Qualifikation für die olympischen Fußballturniere 2016           |                                                            |
| 11.07.2015 | 0:2      | Papua-Neuguinea    | A | Port Moresby (PNG) | Qualifikation für die olympischen Fußballturniere 2016           |                                                            |
| 13.07.2015 | 1:5      | Neukaledonien      | * | Port Moresby (PNG) | Qualifikation für die olympischen Fußballturniere 2016           |                                                            |
| 16.07.2015 | 2:0      | Samoa              | * | Port Moresby (PNG) | Qualifikation für die olympischen Fußballturniere 2016           |                                                            |
| 19.11.2018 | 0:3      | Fidschi            | * | Nouméa (NCL)       | Fußball-Ozeanienmeisterschaft der Frauen 2018                    |                                                            |
| 22.11.2018 | 0:6      | Neuseeland         | * | Nouméa (NCL)       | Fußball-Ozeanienmeisterschaft der Frauen 2018                    |                                                            |
| 25.11.2018 | 0:1      | Tonga              | * | Nouméa (NCL)       | Fußball-Ozeanienmeisterschaft der Frauen 2018                    |                                                            |
| 08.07.2019 | 2:0      | Tahiti             | * | Apia (WSM)         | Pazifik-Spiele 2019                                              |                                                            |
| 10.07.2019 | 2:1      | Vanuatu            | * | Apia (WSM)         | Pazifik-Spiele 2019                                              |                                                            |
| 15.07.2019 | 2:1      | Salomonen          | * | Apia (WSM)         | Pacifik-Spiele 2019                                              |                                                            |
| 18.07.2019 | 1:5      | Papua-Neuguinea    | * | Apia (WSM)         | Pazifik-Spiele 2019                                              |                                                            |
| 20.07.2019 | 1:3      | Fidschi            | * | Apia (WSM)         | Pazifik-Spiele 2019 Spiel um Platz 3                             |                                                            |
| 16.07.2022 | 1:1      | Tonga              | * | Suva (FIJ)         | Fußball-Ozeanienmeisterschaft der Frauen 2022                    |                                                            |
| 19.07.2022 | 0:1      | Samoa              | * | Suva (FIJ)         | Fußball-Ozeanienmeisterschaft der Frauen 2022                    |                                                            |
| 24.07.2022 | 0:2      | Fidschi            | A | Suva (FIJ)         | Fußball-Ozeanienmeisterschaft der Frauen 2022 Viertelfinale      |                                                            |
| 29.08.2023 | 0:1      | Tahiti             | A | Papeete (TAH)      |                                                                  |                                                            |
| 01.09.2023 | 1:1      | Tahiti             | A | Papeete (TAH)      |                                                                  |                                                            |
| 17.11.2023 | 2:5      | Neukaledonien      | * | Honiara (SOL)      | Pazifik-Spiele 2024                                              |                                                            |
| 20.11.2023 | 0:3      | Papua-Neuguinea    | * | Honiara (SOL)      | Pazifik-Spiele 2024                                              |                                                            |
| 23.11.2023 | 3:0      | Amerikanisch-Samoa | * | Honiara (SOL)      | Pazifik-Spiele 2024                                              | Höchster Sieg                                              |
| 28.11.2023 | 0:3      | Amerikanisch-Samoa | * | Honiara (SOL)      | Pazifik-Spiele 2024 Spiel um Platz 9                             | nicht angetreten, daher Wertung am Grünen Tisch            |